# Cornelius Cardew
Cornelius Cardew (Winchcombe, 7 maggio 1936 – Londra, 13 dicembre 1981) è stato un compositore britannico.
Viene considerato uno dei maggiori diffusori della musica d'avanguardia europea e statunitense in Gran Bretagna e ricordato per la sua militanza nel gruppo sperimentale AMM.

## Biografia
Entra nella Royal Academy of Music londinese a diciassette anni e, durante un soggiorno in Germania iniziato nel 1957, studia musica elettronica divenendo inoltre assistente di Karlheinz Stockhausen. Dopo essere tornato in Inghilterra nel 1961, lavora come organizzatore di concerti e, durante la seconda metà degli anni sessanta, entra nella formazione degli AMM, completa l'ambiziosa Treatise (1967), considerata la sua composizione più importante e diviene membro del gruppo d'improvvisazione Scratch Orchestra. Se fino a quel momento la musica di Cardew ha risentito l'influenza della musica di Stockhausen, John Cage e Anton Webern, le sue ideologie politiche di sinistra (in particolar modo quelle di Karl Marx e Mao Tse-tung) segneranno un nuovo percorso stilistico a partire alla fine del decennio. Questa nuova fase musicale, di forte impronta tradizionale e maggiormente tonale rispetto alle composizioni del passato, segue il principio secondo cui "le creazioni artistiche sono comprensibili solo attraverso i rapporti e la lotta di classe, la musica non è neutrale, o autonoma, e l'emozione estetica è profondamente influenzata da fattori sociali e culturali". È morto investito da un'automobile nel 1981, all'età di 45 anni.

## Discografia parziale
- 1967 - AMMMusic (con gli AMM)
- 1975 - Four Principles On Ireland And Other Pieces (1974)
- 1990 - Thalmann Variations (postumo)
- 1999 - Cornelius Cardew: Treatise (postumo)
- 2001 - Four Principles on Ireland and Other Pieces (postumo)
- 2001 - Cornelius Cardew: Chamber Music, 1955-64 (postumo)
- 2001 - We Only Want the Earth (postumo)
- 2010 - Works 1960-70 (con John Tilbury, Michael Francis Duch e Rhodri Davies) (postumo)
- 2011 - Low Dynamic Orchestra (postumo)

## Composizioni (elenco parziale)
- 1955 - Rhythmic Pieces (3) for trumpet & piano
- 1960 - Autumn '60
- 1961 - Octet '61for Jasper Johns
- 1964 - Memories of You, for prepared piano
- 1967 - Treatise, for any number of musicians with any instruments
- 1969 - The Great Learning, for orchestra
- 1980 - There Is Only One Lie, There Is Only One Truth, for mixed choir & piano

## Libri
- 1974 - Stockhausen serves imperialism, and other articles: With commentary and notes by Cornelius Cardew
- 1974 - Scratch music
- 2006 - Cornelius Cardew: A Reader (postumo)